# قوارير النبيذ (كفيفري)

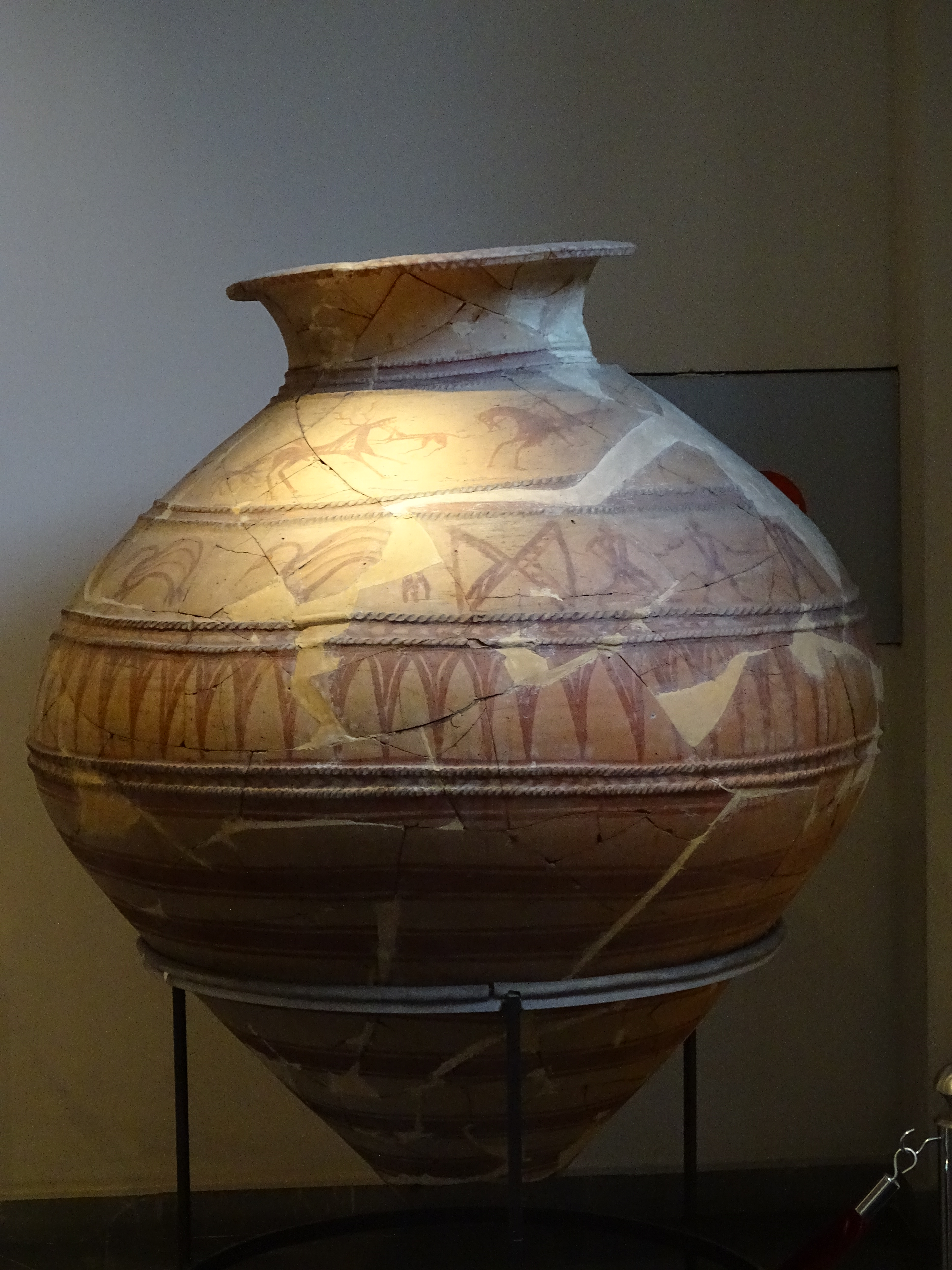

## قوارير النبيذ (كفيفري)

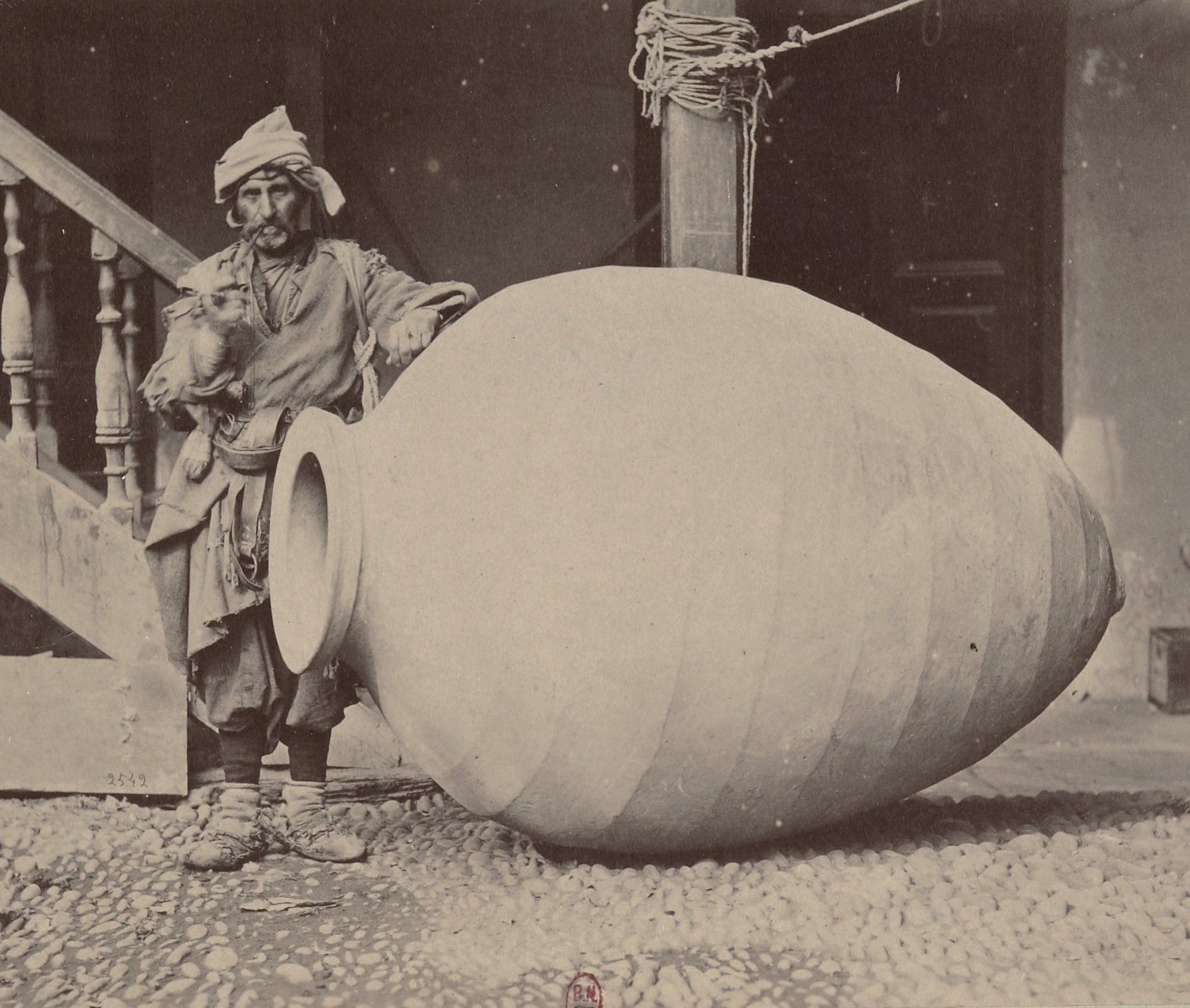
إناء كبير لتخزين النبيذ في كاشيتي جورجيا.

كفيفري (الجورجية: ქვევრი [kʰvɛvri] ؛ المعروف أيضا باسم تشوري ((ჭური في غرب جورجيا) هي أواني خزفية كبيرة تستخدم لتخمير النبيذ الجورجي التقليدي وتخزينه وتعتيقه. وتشبه قارورة كبيرة على شكل بيضة بدون مقابض وإما أن تدفن تحت الأرض أو تثبت على أرضية مخازن النبيذ الكبيرة. وتختلف أحجامها حيث تترواح بين سعة لترا إلى 10.000 لتر إلا أن سعة 800 لتر هي النموذجية.
وقد كشفت عمليات التنقيب عن الآثار في منطقة كفيمو كارتلي في جنوب جورجيا (لا سيما في دانغريولي غورا، وجاداشريلي غورا وفي قرية إمِيري) عن أدلة على وجود بذور العنب وقوارير الكفيفري التي يعود تاريخها إلى الألفية السادسة قبل الميلاد.
وقرى مثل قرية أتسانا في منطقة غيوريا وماكاتوباني وشروشا وتكيملوفانا وتشكيرولا في منطقة إيميريتي وفارديسوباني في منطقة كاخيتي هي مناطق صناعة تلك القوارير التقليدية. وقد توارثت الأجيال المختلفة هذه الحرفة اليدوية، ويجب اختيار الطين المستخدم لصناعة هذه القوارير بعناية؛ لإن خصائصه ستؤثر على محتوى المعادن في النبيذ.
وتبدأ عملية صناعة النبيذ بعصر العنب ثم صب العصير مع قشر العنب والسيقان والبذور في القارورة ومن ثم إغلاقها بإحكام، ثم يتم ترك العصير ليخمر لمدة لا تقل عن خمسة أو ستة أشهر قبل أن يتم تعبئتها في زجاجات. أما البقايا (البذور والقشر والسيقان) والتي تسمى في الجورجية تشاتشا فيتم تقطيرها لصناعة البراندي الذي يسمى أيضا تشاتشا، وأما القارورة الفارغة فيتم غسلها وتعقيمها بعصير الليمون وتغطى بشمع العسل لتصبح جاهزة للتعبئة مرة أخرى.
الخمور الجورجية التقليدية لا تمثل نمط موحد، ولكن الصفة المشتركة هي طريقة التخمير حيث يتم وضعها في قوارير تدفن بالكامل تحت مستوى سطح الأرض. وأكثر أنواع النبيذ غير التقليدية والأكثر كلاسيكية من النبيذ الجورجي التقليدي هي النبيذ الكاكيتي الأبيض (المعروف أيضًا باسم النبيذ البرتقالي أو العنبر)، والذي ينقع لعدة أشهر مع قشور وبذور وسيقان العنب في القوارير المدفونة. و«الطريقة الكاكيتية» هي تيار متطرف من تقاليد صناعة النبيذ الجورجي، في حين يمثل الفصيل المعتدل ما يسمى «الطريقة الإميرتية». أما «الطريقة الكاخيتية» فهي تختلف في كمية ونوعية الثفل المستخدمة (البذور والقشور والسيقان)، بينما تستخدم الطريقة الإميرتية بعض الثفل وهو ما يقرب من نسبة العشر ولا تستخدم أية سيقان على الإطلاق، أما باقي عملية الإنتاج فتستمر على نفس النحو. والنتيجة هي نبيذ أقرب ما يكون للمعايير الأوروبية وليس كحمض التانيك كما هو الحال بالنسبة لبنيذ الكاخيتي التقليدي على الرغم من أن التخمير الطويل في القوارير يعطيها وصمة الجورجية بلا منازع. والأسلوب المتوسط بين النمط الكاكيتي والأسلوب الإمبراطوري يمثله النبيذ الأبيض التقليدي من مقاطعة كارتلي Kartli (وسط جورجيا)، حيث تتم إضافة ثلث الثفل chacha مع سيقان العنب إلى قوارير النبيذ.
في الماضي، كانت تستخم هذه الآنية أيضا لتخزين البراندي والحبوب والزبدة والجبن ومجموعة متنوعة من المواد الغذائية الأخرى القابلة للتلف على الرغم من أنها كانت تستخدم في جورجيا في المقام الأول لصنع النبيذ. كما تصنع خزانات خزفية كبيرة مثل هذه في العديد من البلدان، ولكن فقط في جورجيا وأسبانيا (vino de tinaja، vino de pitarra) والبرتغال (vinho de talha) تستخدم لصنع النبيذ.
يدعي صانعو النبيذ الذين يستخدمون تلك الآنية الخزفية ((kvevris أن النبيذ مستقر بطبيعته، غني بحمض التانيك، وأنه لا يتطلب مواد كيميائية حافظة لضمان حياة طويلة وذوق رفيع، فضلا عن أن حمض التانيك الموجود به يحد من البروتين ويمنع التعكر.
منذ أن تضاءلت السوق الروسية أمام لنبيذ الجورجي، أعادت جورجيا إحياء هذه الطريقة القديمة في صناعة النبيذ وهي مثيرة للاهتمام في جميع أنحاء العالم. فمصانع النبيذ التجارية المختلفة في جورجيا تصدر النبيذ المصنوع في تلك الآنية في الخارج، وبعض صانعي النبيذ في أوروبا وأمريكا قد اتجهوا لصناعة النبيذ باستخدام تلك الآنية الخزفية.
تم إدراج الكفيفري Kvevri وتقاليد صناعة النبيذ فيها على سجل التراث الثقافي غير المادي لجورجيا في عام 2011. وفي عام 2013 أضافت اليونسكو طريقة جورجية تقليدية لصنع النبيذ في تلك الآنية kvevris إلى قائمة التراث الثقافي غير المادي.

## طريقة النطق
يوجد باللغة الجورجية صوتان لحرف ال (k) أحدهما طبيعي كما هو الحال في الإنجليزية والآخر ينطق من أعلى الحنجرة، كلمة "kvevri" (الجورجية: ქვევრი) مكتوبة بحرف "k" إنجليزي، ولكن عندما يتم كتابة اللغة الجورجية على لوحة المفاتيح القياسية، فإن المفتاح الذي تم تخصيصه لهذا "k" هو في الواقع المفتاح "q". ولذلك فإن الجورجيين يتهجون الكلمة بحرف "q" باللغة الإنجليزية. ومنذ ذلك الحين أصبح هذا التهجئ المضلل نوعًا ما شائعًا في الخارج، ويستخدم حتى في العديد من المطبوعات الرسمية (مثل وثائق اليونسكو).